# Wetterrekorde
Dies ist eine Auflistung von Wetteraufzeichnungen, welche die extremsten Auftritte verschiedener meteorologischer Phänomene beschreiben. Sie stellen allerdings nur tatsächlich gemessene Auftritte dieser Phänomene dar. Vor der Erfindung moderner meteorologischer Instrumente könnten diese möglicherweise also auch höher oder geringer gewesen sein.

## Niederschlag

### Regen
Regenrekorde
| Zeitintervall | Menge (mm) | Ort                        | Datum                |
| ------------- | ---------- | -------------------------- | -------------------- |
| 1 Minute      | 31,2       | Unionville, MD, USA        | 4. Juli 1956         |
| 1 Stunde      | 305        | Holt, MO, USA              | 22. Juni 1947        |
| 12 Stunden    | 1.144      | Foc-Foc, Réunion           | 7.–8. Januar 1966    |
| 24 Stunden    | 1.825      | Foc-Foc, Réunion           | 7.–8. Januar 1966    |
| 48 Stunden    | 2493       | Cherrapunji, Indien        | 15.–16. Juni 1995    |
| 72 Stunden    | 3.930      | Cratere Commerson, Réunion | 24.–26. Februar 2007 |
| 1 Woche       | 5.003      | Commerson, Réunion         | 1980                 |
| 1 Monat       | 9.300      | Cherrapunji, Indien        | Juli 1861            |
| 12 Monate     | 26.470     | Cherrapunji, Indien        | 08/1860–07/1861      |

Positivrekorde in Deutschland (Stand Juli 2021)
| Zeitintervall | Menge (mm) | Ort                                  | Datum                     |
| ------------- | ---------- | ------------------------------------ | ------------------------- |
| 8 Minuten     | 126        | Füssen (Ostallgäu)                   | 25. Mai 1920              |
| 2 Stunden     | 245        | Münster (Westfalen)                  | 28. Juli 2014             |
| 24 Stunden    | 354        | Zinnwald-Georgenfeld (Osterzgebirge) | 12./13. August 2002       |
| 7 Tage        | 515        | Schneizlreuth (Berchtesgadener Land) | 7. bis 14. September 1899 |
| 1 Monat       | 779        | Stein (Landkreis Rosenheim)          | Juli 1954                 |

Regenmangelrekorde
| Zeitintervall ohne Regen | Ort               | Jahr              |
| ------------------------ | ----------------- | ----------------- |
| 14,4 Jahre (173 Monate)  | Arica, Chile      | Okt/1903–Jan/1918 |
| 19 Jahre (228 Monate)    | Wadi Halfa, Sudan |                   |

### Schnee
- Meister Schnee in einem Jahr: 31,1 m: Mount Rainier, Washington, USA am 19. Februar 1971 bis 18. Februar 1972
- Größte Schneeflocke: 38 cm Durchmesser; Fort Keough, Montana, USA, 28. Januar 1887[5]

### Hagel
- Am 23. Juli 2010 wurde in Vivian im US-Bundesstaat South Dakota das größte jemals auf dem nordamerikanischen Kontinent erfasste Hagelkorn gefunden. Nach den offiziellen Angaben der National Oceanic and Atmospheric Administration hatte das größte Hagelkorn einen Durchmesser von 20,32 und einen Umfang von 47,29 Zentimetern, sein Gewicht betrug 875 Gramm. Dieses Hagelkorn wurde von der World Meteorological Organization (WMO) auch als schwerstes Hagelkorn in der westlichen Hemisphäre eingestuft.[6][7]

## Andere Arten von Unwetter

### Tornados
Die längste ununterbrochene Tornado-Spur der USA: 470 km am 26. Mai 1917.

### Blitze

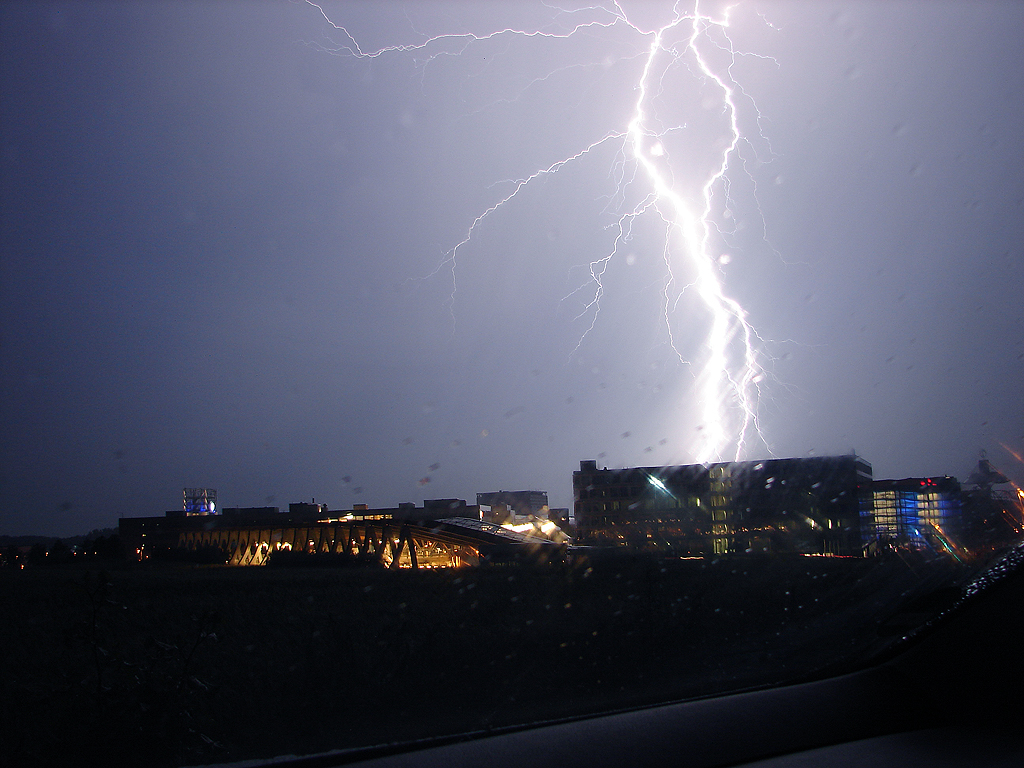
Ein Blitz

- In einigen Teilen Zentralafrikas, vor allem in der Republik Kongo, schlagen jährlich mehr als 70 Blitze auf einen Quadratkilometer ein.

## Sonstige

### UV-Strahlung
Die höchste jemals aufgezeichnete UV-Strahlung wurde 2003 in den bolivianischen Anden mit einem UV-Index von 43,3 gemessen.